# Antoni de Martí i Franquès
Antoni de Martí i Franquès   (Altafulla, 14 de juny de 1750 - Tarragona, 20 d'agost de 1832) fou un destacat científic català de la revolució química.

## Biografia
Fill d'Antoni Martí i Gatell (1729-1794), del llinatge dels Martí d'Ardenya, i de Maria Franquès i Gatell (1732-1757). Estudià a la Universitat de Cervera dos anys (1762-1764). Va ser un hisendat i va rebre grans fortunes de la seva família. El 1773 es va casar amb la seva cosina Isabel Móra i Franquès (1753-1824), originària de Valls.
Va ser un important impulsor de les indústries, com ara la del drap fi de cotó, terrisseria, i el conreu d'oliveres. Va ser soci fundador de l'Associació d'Amics del País a Tarragona (1786), i el mateix any ingressà en l'Reial Acadèmia de Ciències i Arts de Barcelona.
Arran de l'experiment de Antoine Laurent Lavoisier per demostrar que la teoria del flogist era falsa, Antoni de Martí va voler-ho demostrar a Barcelona l'any 1787. Ho feu durant la lectura dels seus treballs: Memoria sobre algunas producciones que resultan de la combinación de varias substancias aeriformes i Memoria sobre el aire vital de las plantas y particularmente de la pita a la Reial Acadèmia de Ciències i Arts de Barcelona.
A partir del 1788 i fins al 1790 va fer un dels treballs més importants de la seva vida per determinar amb gran exactitud la quantitat d'oxigen present en l'aire, basant-se en anteriors treballs de Lavoisier i d'altres científics. Va començar el treball prenent mostres d'aire al teatre de la Santa Creu de Barcelona. Presentà aquest treball anomenat, Memoria sobre la cantidad de aire vital que se halla en el aire atmosferico y sobre varios metodos de conocerla a la Reial Acadèmia de Ciències i Arts de Barcelona l'any 1790. Reproduí l'estudi a les principals ciutats europees, Madrid (1795), París (1801), Londres (1801) i Berlín (1805).
Durant molts anys la discussió científica sobre la sexualitat de les plantes va ser molt activa dintre dels cercles científics. Martí va defensar la teoria de la sexualitat de les plantes. Després de segles d'incertesa, el suec Carl von Linné va demostrar, el 1729, l'existència de pistils i estams, la base de la seva teoria de la reproducció vegetal. La discussió semblava tancada, però el sistema de Linné va despertar tota mena de reaccions. El seu opositor més ferm, Lazzaro Spallanzani, hi va respondre el 1785 amb una bateria d'experiments que posaven en dubte la teoria sexual. Spallanzani assegurava que el cànem i els espinacs, totalment aïllats en pots, s'havien reproduït sense pol·linització. Martí i Franquès, partidari de les teories de Linné, decidí repetir els experiments de Spallanzani i resolgué el dilema. El plantejament de Martí és tot un exemple de treball científic. Va idear diversos assaigs per provar diferents variables: va plantar testos ben espessos de plantes i d'altres amb poques plantes; va exposar-les en diferents direccions cardinals i diferents graus d'insolació; va descartar factors ambientals i va repetir els experiments amb diferents espècies va treure els resultats en un estudi, que el va començar el 1789 i el va acabar el 1791. El va presentar a l'Acadèmia Mèdic Pràctica de Barcelona del qual n'era membre des de feia un any. S'anomenà Experimentos y observaciones sobre los sexos y fecundación de las plantas. L'estudi verifica la teoria de Linné i ensorren la crítica de Spallanzani. Tot i que el treball no va ser traduït, la biblioteca de la Reial Acadèmia de Londres i científics com el gran botànic Joseph Banks van adquirir ràpidament la memòria de Martí en castellà. El mateix any presentà la Memoria sobre los productos de la mezcla de distintas substancias aeriformes.
Col·laborà amb científics francesos en la mesura del Meridià de París fins a Barcelona.
El 1795 es publicà la memòria sobre l'aire atmosfèric al Memorial Literario e Instructivo de la Corte de Madrid en tres fascicles, a la qual va fer grans aportacions amb els seus descobriments. El 1798, es va instal·lar en una casa del carrer Santa Anna de Tarragona, on recopilà una gran part de la seva biblioteca, una col·lecció de minerals i material per fer un laboratori meteorològic per experimentar amb plantes.
Els anys 1800 i 1801 va visitar les universitats i acadèmies de París, Londres, Amsterdam i Brussel·les on es van publicar els seus treballs. El 1805n els seus experiments sobre l'aire aparegueren a la revista anglesa de gran prestigi Annalen der Physik, revista que cent anys més tard publicaria els treballs d'Einstein.

El 1806 tornà a col·laborar amb els físics, Francesc Joan Domènec Aragó i Jean-Baptiste Biot per a mesurar l'arc del meridià de París des de Barcelona fins a l'illa de Mallorca. Biot va declarar sobre Antoni de Martí: 
| «                          | He tingut l'ocasió de dedicar un temps, amb aquest excel·lent observador, M. de Marty, a molts diversos temes als quals ha dedicat molt de temps d'experiències | » |
| — Jean-Baptiste Biot, 1806 | |   |

 El 1807, Biot escrigué a diferents revistes de caràcter científic explicant la seva estada amb Martí i Franquès. El mateix any el Comte de Lasteyrie va dir sobre Martí: 
| «                          | Els vaig dir que no podrien trobar a Espanya una persona en millor situació que vostè, per donar-los bona informació respecte al vostre país, i fins i tot per visitar tot el que ells poden trobar d'interessant per als seus estudis | » |
| — Comte de Lasteyrie, 1807 | |   |

El 1811, quan la ciutat patia el setge Napoleònic, Antoni de Martí i Franquès es va allistar a la defensa de la ciutat. La guerra es va perdre, la ciutat va ser saquejada i el laboratori i les notes d'Antoni es van perdre a més va resultar ferit durant el setge. Només s'han conservat fins als nostres dies els quaderns de laboratori d'entre 1816 i 1826. Es coneix també que Martí va recollir com a mínim tres herbaris i una petita col·lecció geològica.
El 1817, Martí promogué la carretera entre Tarragona i Lleida. El 1822 signà un manifest reclamant la presència d'alguna universitat a Tarragona.
Va viure a Barcelona des del 1829 al 1830, on va formar un cercle sobre temes científics.
Va fer un estudi sobre la fecundació dels garrofers que va ser pioner a l'estat espanyol, i participà en les investigacions sobre la fil·loxera, una plaga de les vinyes.

Va morir el 20 d'agost de 1832 mentre li llegien un número de la publicació científica Annales de chimie et de physique. El mateix any de la seva mort, Francisco Carbonell y Bravo va declarar: 
| «                                   | El Sr. D. Antonio de Marti cultivó con tal esmero la parte química de la eudiometria, por si intima conexión y enlace con la fisiología vegetal, que llegó a dar la última perfección a dicha química | » |
| — Francisco Carbonell y Bravo, 1832 | |   |

Bastant temps més tard (1912), Francis Gano Benedict va dir: 
| «                             | Les investigacions de Martí, tot i dutes a terme el 1787, no es van traduir a l'anglès fins al 1801, però el seu èxit amb els sulfurs de calci evidentment va estimular altres a fer servir sulfurs com a reactius. | » |
| — Francis Gano Benedict, 1912 | |   |

 El 1982 van traslladar les seves restes al panteó familiar a la capella del Dolors de l'església parroquial d'Altafulla, amb motiu del 150è aniversari de la seva mort.

## Treballs

### Memoria sobre la cantidad de aire vital que se halla en el aire atmosferico y sobre varios metodos de conocerla
Durant la Revolució química es va descobrir que l'aire no era una substància simple, sinó que estava compost de dos o més gasos diferents: l'oxigen, el nitrogen i altres. Alguns químics, com Joseph Priestley o Carl Wilhelm Scheele, inventarem mètodes per mesurar aquesta concentració, els anomenats eudiòmetres.

Martí va declarar sobre els eudiòmetres: 
| « | Todo mi aparato es un tubo de cristal de 5 lineas de diámetre, y largo 10 pulgadas, está cerrado por un de los extremos, y por este lado divido en cien partes iguales, siendo de la linea cada una de ella, y que todas juntas comprenden a poca diferencia la capacidad de una onza de agua. Sobre éste se apoya el dedo pulgar, el cual se afloja por intervalos, y el aire exterior va introduciéndose en el tubo. | » |
| — Antoni de Martí i Franquès, 1790, Memoria sobre la cantidad de aire vital que se halla en el aire atmosferico y sobre varios metodos de conocerla | |   |

.
Altres, com Felice Fontana o Marsilio Landriani, creien que aquesta composició no era constant, i que les variacions causaven tot de malalties. Científics de renom com Alessandro Volta i Henry Cavendish proposaren diferents valors. Lavoisier també va tenir la seva opinió sobre aquesta discussió científica.

Martí i Franquès, després de llegir sobre tots aquests intents i teories, va decidir comprovar-ho ell mateix. Des de 1787 a 1790 va dur a terme centenars d'experiments i mesures en diferents dies, sota diferents climes i temperatures. Va començar el treball prenent mostres d'aire al teatre de la Santa Creu de Barcelona. Finalment arribà a una conclusió, que expressà amb concisió al seu treball. Martí va declarar: 
| «                            | La concentració d'oxigen en l'aire és d'un 21% sense arribar mai a un 22%. Aquesta concentració, a més: No varia ni per la humitat o sequedat, ni per la presència d'humans respirant, ni per qualsevol efecte mesurat. Tampoc no varia amb el temps, ni al llarg del dia, de la setmana o de l'any. Tampoc no varia amb la pressió que marca el baròmetre | » |
| — Antoni de Martí i Franquès | |   |

 Martí és la primera persona que afirma i demostra que l'aire és una mescla de composició constant, i el primer que la determina amb un valor d'una precisió que encara s'utilitza avui en dia. Els mètodes analítics moderns han demostrat que es tracta d'un 20,946% en oxigen. Aquest treball és el més notables i el més repercussiu d'Antoni de Martí i Franquès. Presentà el 1790 el seu estudi a la Reial Acadèmia de Ciències i Arts de Barcelona. Reproduí l'estudi a les principals ciutats europees, Madrid (1795), París (1801), Londres (1801) i Berlín (1805).

#### Impacte internacional del seu treball
Els resultats de Martí i Franquès no només resultaren correctes, sinó que foren definitius i van ser molt ben acollits per la comunitat internacional de químics. El científic català va aconseguir el reconeixement d'especialistes d'arreu del món, i el seu treball va ser traduït i publicat a les revistes de caràcter científic de més impacte.
L'explicació del seu experiment apareix en nombrosos manuals de ciències i llibres sobre química general, sobretot durant la primera meitat del segle xix. La seva fama també creuà l'oceà: en un estudi imprès a Washington DC el 1868, en què es discuteix la possibilitat de ventilar el Capitoli dels Estats Units s'inclou una breu cronologia de la mesura de l'aire. El document ressalta que: "De Marty (sic) és conduït, per experiments a Catalunya amb sulfur de calci, a afirmar que la proporció d'oxigen a l'atmosfera és constant", i considera que investigacions posteriors es limiten a refinar els seus resultats.
Tot i que les repercussions més grans foren al continent europeu.
- 1790 (Barcelona): Lectura de la Memòria de l'estudi a la Reial Acadèmia de Ciències i Arts de Barcelona.
- 1795 (Madrid): Memòria sobre l'aire atmosfèric al Memorial Literario e Instructivo de la Corte de Madrid en tres fascicles, a la qual va fer grans aportacions amb els seus descobriments.
- 1801 (París): Publicació al Journal de Physique de Cimie et d'Histoire Naturelle.
- 1801 (Londres): Publicació al The Philosophical Magazine.
- 1805 (Berlín): Publicació al Annalen der Phisik.
- 1807 (Londres): Publicació al A Journal of Natural Philosophy Chemistry and the Arts.
- 1807 (París): Publicació al Annales de Chimie.

A l'estranger, el nom de Martí solia escriure's amb faltes d'ortografia. Així, se l'ha anomenat: Demartí, De Marty, Marty, o fins i tot Macarty. A vegades, fins i tot, algun manual de química l'esmenta com el filòsof anglès Macarty.

### La mesura del metre
Fins al 1800, el món no tenia mida estandarditzada. Cada ciutat mesurava les longituds com volia. Els savis il·lustrats francesos volien crear una única unitat per estandarditzar el sistema de mesura. Com a base per a aquest sistema escolliren allò que és comú per tots els humans: la Terra. Per això, una expedició científica va sortir de París el 1792 amb l'objectiu de mesurar la distància entre el pol Nord i la línia equatorial. Aquesta distància dividida per 10.000.000 és el que van anomenar metre, del grec metron, que significa mesura. L'expedició Sud, dirigida per l'astrònom Pierre Mechain, va mesurar des de París fins a Barcelona. Es tractava d'una missió d'importància internacional, i moltes persones van ajudar els científics durant el procés d'enfilar-se a campanars i muntanyes per realitzar les seves triangulacions. A Tarragona, l'expedició francesa va comptar amb l'ajut i l'assessorament de Martí i Franquès, que va acollir-los i va oferir-los terrenys de la seva propietat per instal·lar-hi l'instrumental. Les mesures es van realitzar des de la muntanya de Tamarit i el far del port de Tarragona, llavors en construcció. En una segona expedició de l'Acadèmia de Ciències de París, Martí també rebria els científics Francesc Aragó (nascut a Perpinyà) i Jean-Baptiste Biot. Aquest últim, que va guarir-se d'una malaltia a casa de Martí, escriuria, en un futur, una carta on narrava una admiració els experiments que el científic li havia mostrat.

## Reconeixements
- L'Institut d'Estudis Catalans va crear un premi que duu el seu nom.
- Té un monument i un carrer dedicats a Altafulla.
- Quan es va decorar la façana de l'Ajuntament de Tarragona, el 1865, es van col·locar a la balustrada superior els bustos de nou destacats personatges de la demarcació, i un d'ells fou el de Martí i Franquès.

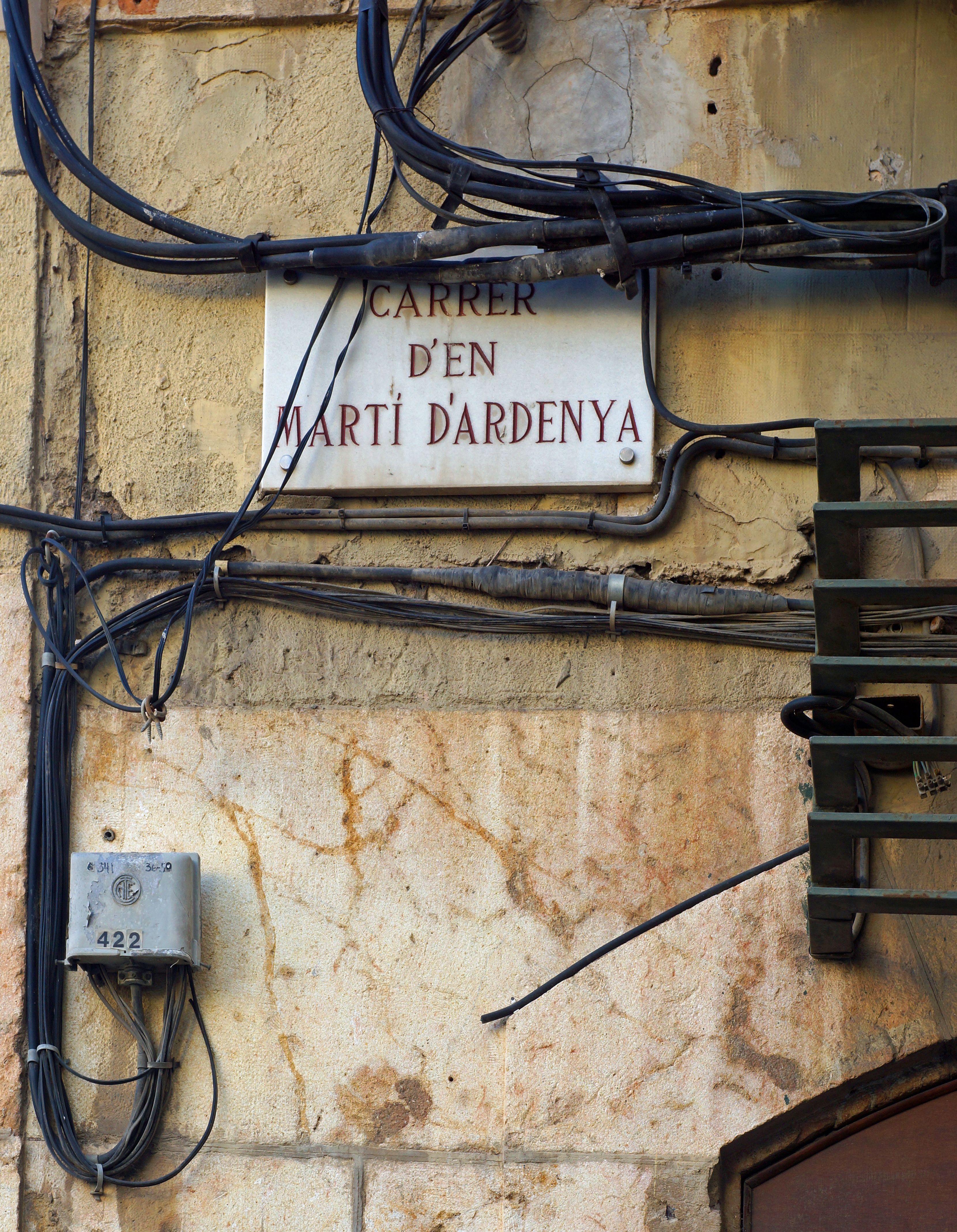
Carrer Martí d'Ardenya a Tarragona

- L'Autoritat Portuària de Tarragona, amb motiu de les III Trobades d'Història de la Ciència i de la Tècnica als Països Catalans, el desembre de 1994, va col·locar una placa informativa al port, al passeig de l'escullera, on es recorda la col·laboració de Martí en el mesurament del meridià de París a les terres catalanes:

| « | Aquí es trobava el 1803 un fanal del port; fou una referència dels treballs de geodèsia de l'expedició de l'Acadèmia de Ciències de París, en la mesura de l'arc de meridià que serví per establir el Metre com unitat universal. L'expedició fou dirigida per Pierre-François André Méchain (1744-1804) i comptà amb la col·laboració de Joan Smith Sinnot (1756-1809), Director de les Obres del Port de Tarragona, i d'Antoni de Martí i Franquès (1750-1832), destacat químic i naturalista altafullenc. | » |

- Un institut de Tarragona porta el seu nom (Institut Antoni de Martí i Franquès).
- Un carrer a Tarragona porta el nom de Martí d'Ardenya, nom pel qual també era conegut.
- Un carrer a Barcelona, on es troben la facultat de física i la de química de la Universitat de Barcelona (UB), porta el seu nom.
- Un carrer al Vendrell.
- Un programa d'ajuts a la investigació de la Universitat Rovira i Virgili porta el nom de Martí i Franquès.
- El vestíbul de la Facultat de Química de la Universitat de Barcelona porta el nom de Martí i Franquès.[11]

### Monument a la plaça Orleans

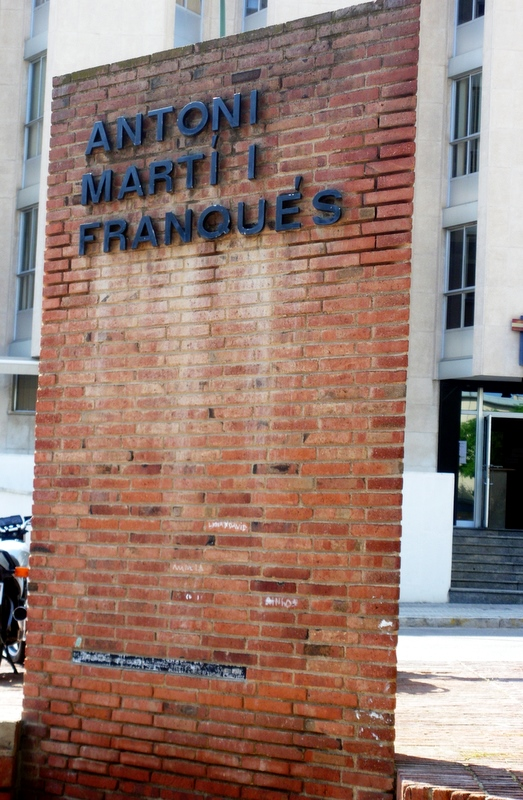
Monument en honor d'Antoni de Martí i Franquès a la plaça Orleans a Tarragona.

Amb motiu del 150è aniversari de la seva mort, es varen celebrar diversos actes commemoratius a Tarragona, i es va convocar un concurs públic per aixecar-li un monument, que es va inaugurar el 22 de setembre de 1982 a la plaça d'Orleans de Tarragona(al costat de l'institut que porta el seu nom). El monument, obra dels arquitectes barcelonins Jordi Álvarez Alzón i Ernest Minguillón Monné, és de maó rugós i està format per un arc commemoratiu, una estela (amb la inscripció a les bases).

### Làpida
A la casa número 8 del carrer de Santa Anna de Tarragona, actualment seu del Museu d'Art Modern de la Diputació de Tarragona, s'hi va col·locar l'any 1964 una gran làpida de marbre on, envoltat per una orla amb elements de la química (alambí, flascons, etc.), hi figura aquest text:
| « | En esta casa vivió el eximio científico Antonio Martí y Franquès 1750 - 1832. La Real Academia de Ciencias y Artes de Barcelona en la celebración del segundo centenario de su fundación dedica este recuerdo a su ilustre miembro. Tarragona 18 de Octubre de 1964. | » |